# Meron Benvenisti
Meron Benvenisti  (en hebreo,  מירון בנבנישתי , Jerusalén, 21 de abril de 1934-20 de septiembre de 2020) fue un científico y político Israelí que fue adjunto del alcalde de Jerusalén durante el mandato de Teddy Kollek, entre 1971 y 1978, fue jefe de administración de Jerusalén Este.

## Biografía
Es hijo de David Benvenisti, un reputado geógrafo que recibió el Premio Israel. Desde su juventud recorrió Tierra Santa mientras su padre trazaba la cartografía para incluir los nombres hebreos de los lugares históricos israelitas ubicados en territorio de Palestina. Estudió historia en la Universidad Hebrea de Jerusalén y en Harvard donde se doctoró en Gestión de Conflictos.
Fundó en Jerusalén el Proyecto de Base de Datos de Cisjordania, un centro de información para realizar un seguimiento detallado de los más de cien asentamientos que Ariel Sharon había establecido en Judea, Samaria y Gaza.
Fue columnista del Ha'aretz durante dieciocho años y publicó diferentes obras, entre ellas Intimate Enemies, Sacred Landscape y Son of the Cypresses.
Fuerte defensor de un estado binacional, ha sido muy crítico con las políticas de gobernantes como Ariel Sharón a quien acusó de crear un "modelo bantustano" que llevara a una especie de apartheid en su Plan de retirada unilateral israelí.[cita requerida]

## Obras publicadas
- Intimate Enemies : Jews and Arabs in a Shared Land  (University of California Press, 1995) ISBN 9780520914834
- Conflicts and Contradictions (1986)
- City of Stone: The Hiddden History of Jerusalem (University of California Press, 1998) ISBN 9780520207684
- Sacred Landscape: The Buried History of the Holy Land since 1948 (University of California Press, 2000) ISBN 9780520928824
- Son of the Cypresses: Memories, Reflections, and Regrets from a Political Life (University of California Press, 2007) ISBN 9780520238251